# Shōen-ji
Shōen-ji (寺) és un temple budista situat al barri Abeno d'Osaka, Japó. Va ser fundat l'any 939.